# دایره مناکا
دایره مناکا (به لاتین: Ménaka Cercle) یک منطقهٔ مسکونی در مالی است که در استان گائو واقع شده‌است. دایره مناکا ۱۴٬۹۰۰ کیلومتر مربع مساحت و ۲۰٬۷۰۲ نفر جمعیت دارد.